# The Mortal Sin
The Mortal Sin er en amerikansk stumfilm fra 1917 af John H. Collins.

## Medvirkende
- Viola Dana som Jane Anderson
- Robert Walker som George Anderson
- Augustus Phillips som Emmet Standish
- Lady Thompson som Flora
- Henry Leone som Jean Rambeau